# Oscar Avogadro
Oscar Avogadro (Turín, 9 de agosto de 1951 – Milán, 30 de septiembre de 2010) fue un letrista italiano.
Avogadro debutó a finales de los 60 como vocalista del grupo coral Protagonisti. Después de que el grupo se disolviera, comenzó con su carrera como letrista, consiguiendo sus primeros éxitos con Sandro Giacobbe a principios de los 70. Fue colaborador habitual de Mario Lavezzi y Oscar Prudente. En 1983 su canción "Margherita non lo sa" acabó tercera en la 33.ª edición de Festival de Canción de San Remo.